# Ali Beratlıgil
Ali Beratlıgil (İzmit, 21 d'octubre de 1931 - Istanbul, 1 de febrer de 2016) va ser un futbolista turc que jugava en la demarcació de defensa.

## Internacional
Va jugar un total de sis partits amb la selecció de futbol de Turquia. Va debutar l'11 de desembre de 1953 en un partit de la Copa del Mediterrani contra Itàlia, partit que va finalitzar amb victòria per 0-1 del conjunt italià. Va jugar cinc partits amistosos més, sent l'últim el 8 de desembre de 1957 contra Bèlgica. A més va ser seleccionat per Sandro Puppo per disputar la Copa Mundial de Futbol de 1954, encara que finalment no va arribar a jugar cap trobada.

### Participacions en Copes del Món
| Mundial                        | Seu    | Resultat      | Partits | Gols |
| ------------------------------ | ------ | ------------- | ------- | ---- |
| Copa Mundial de Futbol de 1954 | Suïssa | Fase de grups | 0       | 0    |

## Clubs

### Com a futbolista
| Club            | País    | Any         | Partits | Gols |
| --------------- | ------- | ----------- | ------- | ---- |
| Galatasaray SK  | Turquia | 1951 - 1958 | 118     | 33   |
| Alibeyköy SK    | Turquia | 1958 - 1959 | 31      | 1    |
| Istanbulspor AŞ | Turquia | 1959 - 1961 | 32      | 6    |
| Feriköy SK      | Turquia | 1962 - 1963 | 4       | 0    |

### Com a entrenador
| Club                | País    | Any         |
| ------------------- | ------- | ----------- |
| Samsunspor          | Turquia | 1967 - 1968 |
| Tarsus İdman Yurdu  | Turquia | 1968 - 1969 |
| Sarıyer SK          | Turquia | 1971        |
| Fatih Karagümrük SK | Turquia | 1971        |
| Feriköy SK          | Turquia | 1972 - 1973 |
| Dardanel Spor AŞ    | Turquia | 1975        |
| Tarsus İdman Yurdu  | Turquia | 1975        |